# Derniers Vers
Les derniers vers de Pierre de Ronsard, Gentilhomme vandomois est un recueil posthume de poèmes composés par Pierre de Ronsard à l'extrême fin de sa vie. Ce livret rassemble les tout derniers poèmes rédigés ou dictés par Ronsard, très affaibli et souffrant, sur son lit de mort, dans son prieuré de Saint-Cosme. À sa mort, ce sont ses amis, soucieux de rendre hommage à sa mémoire et de préserver le témoignage de ses ultimes instants créateurs, qui ont rassemblé et publié ces poèmes en 1586.
Ce recueil, principalement formé de sonnets, marque l’aboutissement d’une œuvre lyrique où la rigueur de la forme poétique rencontre la réalité implacable de la mort. La publication se veut à la fois mémoire fidèle et geste de piété littéraire : elle témoigne de la beauté tragique du dernier acte créateur du Ronsard confronté à sa propre disparition.

L’importance du contexte de rédaction est soulignée par le témoignage direct de Jacques Davy Du Perron, dans son Oraison funèbre prononcée peu après la mort de Ronsard. Il relate avec précision la scène bouleversante durant laquelle le poète a tenté, sur son lit d’agonie, de dicter ses derniers vers :
Le jeudi environ sur les deux heures après midi, comme sa chaleur naturelle commençait à s’éteindre totalement, et à n’être plus suffisante pour entretenir le sentiment de sa douleur, il commença à tomber en un assoupissement, auquel après avoir demeuré environ une heure de temps, il se réveilla, et commanda que l’on prît la plume pour écrire ce qu’il nommerait : et alors il récita deux sonnets, l’un adressant à son âme, là où il l’excitait courageusement à se préparer à ce bienheureux départ, lequel il sentait approcher de jour en jour : que c’est ce qu’elle pensait faire, et si elle voulait dormir alors qu’il était temps de songer à déloger, et si elle voulait demeurer engourdie en cette masse corporelle : que la trompette avait sonné, qu’il fallait qu’elle avisât à serrer bagage et à quitter cette demeure incertaine et passagère, pour en aller chercher là-haut une permanente et assurée, et à quitter cette vallée de pleurs et de larmes, pour aller se rendre sur la montagne sainte, là où Jésus-Christ l’attendait au haut de la croix ayant les bras étendus pour la recevoir et pour l’embrasser : et autres telles considérations pleines de piété et de dévotion. Le second était comme une espèce d’adieu qu’il disait à toutes les choses caduques et périssables, lesquelles il était prêt de laisser et d’abandonner, et comme une admonition qu’il se faisait à lui-même, qu’il n’était plus temps de retourner sa vue derrière lui : que c’était fait : qu’il avait dévidé le fil de ses destinées, qu’il avait répandu son nom par tout le monde, qu’il avait fait voler sa plume jusque aux cieux : mais maintenant qu’il fallait faire état de quitter toutes ces vanités, pour aller chercher une possession plus assurée, une vie plus heureuse et contente, une gloire plus solide et essentielle entre les bras de Jésus-Christ : et sur ce qu’il en voulait encore nommer d’autres ; il commanda qu’on lui relût ceux qu’il venait de prononcer pour voir comme il les avait écrits, mais trouvant qu’il y avait autant de fautes que de mots, parce que ceux qui les recueillaient sous lui, étaient personnes entièrement ignorantes, cela le rebuta et le découragea.

## Structure du recueil
Ce recueil des derniers vers de Pierre de Ronsard contient :
- Des éléments liminaires : une page de titre complète avec la mention de l'éditeur Gabriel Buon, un quatrain décrivant le portrait de Pierre de Ronsard, une épître dédicatoire de Claude Binet datée du 24 février 1586 et un quatrain de Claude Binet comparant Ronsard au Phénix.